# Ceritoturris suavis
Ceritoturris suavis is een slakkensoort uit de familie van de Horaiclavidae. De wetenschappelijke naam van de soort is voor het eerst geldig gepubliceerd in 1896 door Hervier.